# San Pietro a Maida
San Pietro a Maida község (comune) Olaszország Calabria régiójában, Catanzaro megyében.

## Fekvése
A megye nyugati részén fekszik. Határai: Curinga, Jacurso, Lamezia Terme és Maida.

## Története
A 16. században alapították a szomszédos Maidából érkező telepesek. Közigazgatásilag hosszú ideig Maida része volt. Középkori épületeinek nagy része az 1783-as calabriai földrengésben elpusztult. A 19. század elején vált önálló községgé, amikor a Nápolyi Királyságban felszámolták a feudalizmust.

## Népessége
A népesség számának alakulása:

## Főbb látnivalói
- Palazzo Scalise
- Palazzo Melito
- Palazzo Fabiani
- Madonna del Carmelo-templom
- San Nicola di Bari-templom
- San Giovanni-templom